# U.S. Route 82
La U.S. Route 82 (US 82) è un'autostrada degli Stati Uniti in direzione est-ovest, che attraversa gli Stati Uniti meridionali. Creata il 1º luglio 1931, in origine attraversava il Mississippi centrale e l'Arkansas meridionale, attualmente è una strada lunga 2 615 km che si estende dal parco nazionale delle sabbie bianche nel Nuovo Messico alla costa atlantica della Georgia.
Il capolinea orientale dell'autostrada si trova a Brunswick, in Georgia, all'incrocio con l'Interstate 95, che condivide con la U.S. Route 17. Il suo capolinea occidentale è ad Alamogordo, nel Nuovo Messico, all'incrocio con la U.S. Route 54 e la U.S. Route 70.